# Christian Hammer
Christian Hammer (ur. 27 września 1987 w Galați jako Cristian Ciocan) – rumuński bokser wagi ciężkiej. Były amatorski mistrz Rumunii oraz Mistrz Świata Juniorów z 2006 roku w wadze ciężkiej.

## Kariera amatorska
Christian Hammer w 2004 roku został amatorskim Mistrzem Rumunii. W 2006 roku zdobył złoty medal podczas Mistrzostw Świata juniorów, pokonując Uzbeka Sardora Abdullayeva 39:32. W roku 2007 na amatorskich Mistrzostw Unii Europejskiej został brązowym medalistą w kategorii super ciężkiej.

## Kariera zawodowa
Christian Hammer swoją pierwszą zawodową walkę stoczył 1 listopada 2008 roku. W debiucie przegrał z Robertem Gregorem, z powodu kontuzji ramienia.
17 lipca 2010 Hammer stoczył pojedynek z Polakiem Mariuszem Wachem. Rumun przegrał w szóstej rundzie przez nokaut.
11 lutego 2012 Christian Hammer zdobył wakujący tytuł zawodowego Mistrza Niemiec, pokonując w drugiej rundzie przez techniczny nokaut Serdara Uysala.
28 września 2012 Hammer zdobył tytuł Mistrza Europy federacji WBO, pokonując w czwartej rundzie przez techniczny nokaut Danny’ego Williamsa (44-13, 33 KO).
22 lutego 2013 Christian Hammer obronił tytuł Mistrza Europy WBO w walce z Aleksiejem Mazikinem, który nie wyszedł na dziewiątą rundę.
20 grudnia 2013 Hammer pokonał jednogłośnie na punkty 98:94, 98:92 i 98:92, po dziesięciu rundach Kevina Johnsona (29-4-1, 14 KO).
31 października 2014 w Cuxhaven, pokonał jednogłośnie na punkty w dwunastorundowym pojedynku Brazylijczyka Irineu Beato Coste Juniora (15-0, 13 KO).
28 lutego 2015 na gali w londyńskiej O2 Arena przegrał przed czasem z Tysonem Furym (23-0, 17 KO). Po ósmej rundzie pojedynek został poddany przez Rumuna.
2 marca 2019 w Brooklynie, przegrał na punkty 91:99, 91:99 i 90:100 z Kubańczykiem Luisem Ortizem (31-1, 26 KO).